# Пасько Володимир Васильович
Пасько́ Володи́мир Васи́льович (10 жовтня 1946, Великі Бірки, Тернопільський район, Тернопільська область, УРСР, СРСР – 29 серпня 2014, Київ, Україна) – київський і український військовий лікар, доктор медичних наук (2002), професор (2002), Заслужений лікар України, генерал-лейтенант медичної служби Збройних Сил України.
Член НСПУ з 2002 року.

## Життєпис
Народився в селі Великі Бірки на Тернопільщині. Середню школу (українську, зі срібною медаллю) закінчив у 1964 р. у м. Тернополі. В 1965 р. поступив до Військово-медичної академії ім. С.М. Кірова в м. Ленінграді (з 1991 р. – м. Санкт-Петербург), яку закінчив у 1971 р. Проходив службу в Повітрянодесантних військах на посаді начальника медичної служби полку у м. Болград Одеської обл. В 1972-1975 рр. навчався в ад’юнктурі ВМедА з організації медичного забезпечення збройних сил. В 1975 – 1982 рр. – науковий співробітник і викладач Академії. З травня 1982 р. по лютий 1984 р. – начальник медичної служби 108-ї мотострілецької дивізії, що діяла в центральній частині Афганістану. З березня 1984 р. до березня 1992 р. – знову викладач і старший викладач (доцент) ВМедА в Ленінграді.
У вересні 1991 р., у зв’язку із здобуттям Україною незалежності, подав рапорт на ім’я голови Президії Верховної Ради України  Л.М. Кравчука з проханням сприяти поверненню на Батьківщину. Не чекаючи на відповідь, домігся довгострокового відрядження (листопад – грудень 1991 р.) до Києва і брав активну участь у будівництві Збройних Сил України, працюючи в новоствореному Центральному апараті МО України.
В 1991-92 рр. розробив розгорнуту концепцію побудови системи військово-медичної освіти і науки в Україні. Значною мірою завдяки зусиллям В.В. Паська і групи його однодумців у 1993 р. був створений вищий військовий спеціальний навчальний заклад нового типу – Військово-медичне відділення при Українському державному медичному університеті імені О.О. Богомольця  (нині - Національний медичний університет імені Олександра Богомольця), першим керівником якого він і був призначений.
В листопаді 1994 р. Володимир Васильович, як фахівець у галузі соціальної медицини, передусім її військових аспектів, обійняв посаду начальника організаційно-планового управління – заступника начальника Головного військово-медичного управління МО України, на якій він здійснював безпосереднє керівництво створенням системи медичного забезпечення Збройних Сил самостійної Української держави на воєнний час і в надзвичайних ситуаціях.
За його безпосередньою участю підготовлено Постанову Кабінету Міністрів України № 820 від 16 жовтня 1995 р. «Про створення Української військово-медичної академії». В.В. Паськові було доручено здійснити реалізацію цієї Постанови – забезпечити практичну реорганізацію існуючих на той час військово-медичних навчально-наукових структур, очолити новостворену Академію та організувати виконання нею завдань, властивих вищій школі. Під його керівництвом Академія здобула найвищий, IV рівень державної акредитації і стала провідним освітнім і науково-інформаційним центром військової медицини в нашій державі, який здійснює підготовку фахівців за рівнем «магістр медицини (фармації)» у режимі резидентури. Очолював УВМА від дня її заснування в січні 1993 р. до серпня 2003 р. (за винятком періоду з грудня 1994 р. по лютий 1996 р.).
В серпні 1998 р. В.В. Паську присвоєне військове звання генерал-майор, а в серпні 2001 р. – генерал-лейтенант медичної служби.
Звільнений з лав Збройних Сил України  в запас у вересні 2003 року.  Після цього до лютого 2005 р. працював на керівних посадах в недержавних структурах.
З лютого 2005 р. по грудень 2006 р. – заступник Міністра оборони України. Був куратором наступних напрямів роботи: кадрова, соціально-гуманітарна й інформаційна політика; військова освіта і наука; охорона здоров’я військовослужбовців; нагляд за охороною праці; фізкультура і спорт. Доклав значних зусиль для приведення діяльності підпорядкованих йому структур у відповідність до тих важливих завдань, які стоять перед Збройними Силами України і оборонним відомством в цілому.
Звільнений з державної служби у грудні 2006 р. по досягненню пенсійного віку за власним бажанням у зв’язку з виходом на пенсію.
В подальшому – професор Української військово-медичної академії, головний редактор науково-практичного журналу Міноборони «Військова медицина України». Впродовж всієї своєї діяльності В.В. Пасько активно займався науковою роботою. В  1987 р. захистив кандидатську дисертацію на тему «Організація медичного забезпечення частин і з’єднань Обмеженого контингенту радянських військ в Афганістані при веденні бойових дій». В лютому 2002 р. рішенням Атестаційної колегії МОН України йому було присвоєне вчене звання професора. У травні 2002 р. захистив в НМУ ім. О.О. Богомольця докторську дисертацію зі спеціальності «соціальна медицина» на тему «Наукове обґрунтування системи підготовки і підвищення кваліфікації кадрових ресурсів військової медицини в Україні».

## Смерть
Помер 29.08.2014 року у м. Києві.

## Наукова діяльність і літературна творчість
Засновник і головний редактор журналу «Військова медицина України» (2001-2014). Автор 5 підручників і навчальних посібників, понад 80 наукових праць і 15 публікацій громадського і військово-патріотичного спрямування. Ініціатор створення і провідний співавтор перших в Україні сучасних російсько-українських словників військово-медичної термінології, а також Російсько-українсько-англійського алфавітного довідника з військової та екстремальної медицини.
Автор понад 80 друкованих наукових праць і 15 публікацій громадського і військово-патріотичного спрямування. Ініціатор створення і провідний співавтор перших в Україні сучасних російсько-українських словників військово-медичної термінології, а також Російсько-українсько-англійського алфавітного довідника з військової та екстремальної медицини.
Основні наукові праці (написані одноосібно і у співавторстві):
Військово-медична освіта: проблеми і рішення (1992); Науково-освітнє забезпечення охорони здоров‘я в Збройних Силах України (1993); Актуальні проблеми військової системи охорони здоров’я (1993); Принципові підходи до удосконалення системи невідкладної медичної допомоги в Збройних Силах України (1993); Новий напрямок роботи університету: готуватимемо військових лікарів для Збройних Сил України (1993); Охорона здоров’я: соціально-правові проблеми (1993); Військовій медицині – науковий центр (1993); Принципи побудування системи лікувально-евакуаційних заходів при надзвичайних ситуаціях і катастрофах (1993) (співавтори: Радиш Я.Ф., Семенов І.О.); Проблеми історичної спадщини української медицини в загальнокультурному процесі (1993); Принципові положення побудови системи військово-медичної освіти і науки в Україні (1994); Інтеграція цивільної та військово-медичної освіти (1994); Військово-медична служба Збройних Сил України і національна система медицини катастроф (1994); Українсько-російський довідник з військової медицини (1994, Співавтори: Бурячок А.А., Радиш Я.Ф., Шанін Ю.В.); Головні напрямки будівництва і розвитку військової медицини в Україні (1994, співавтор: Білий В.Я.); Питання удосконалення структури військово-медичної служби (1995, співавтори: Білий В.Я., Вовкодав М.М.); Концептуальні підходи до побудови системи медичного забезпечення Збройних Сил України (1997); Економічні методи в будівництві системи медичного забезпечення Збройних Сил (1997); Головні напрямки реформи системи медичного забезпечення Збройних Сил України на воєнний час (1997, співавтори: Білий В.Я., Давидюк Л.К.); Завдання військово-медичної освіти та науки на етапі реформування Збройних сил України (1998); Військово-медична доктрина України (2000, співавтори: Білий В.Я., Сохін О.О.); Система підготовки і атестації військово-медичного персоналу в Збройних Силах України (2001); Проблемні питання системи підготовки офіцерів медичної служби запасу і можливі шляхи їх вирішення (2001); Медичні аспекти реформування Збройних Сил України на професійній основі (2002, співавтор: Вороненко В.В.); Українська військово-медична академія: здобутки першого десятиріччя (2002); Особливості національної системи підготовки військово-медичних фахівців (2002, співавтор: Савицький В.Л.); Проблеми  та обґрунтування організації наукової і науково-технічної діяльності у військово-медичній службі України (2002, співавтор: Іванов С.В.); Актуальні проблеми клінічної підготовки військово-медичних фахівців (2003, співавтор Клішевич Б.А.).
Автор книг «Ніч забутих пісень» (1999, 2001, 2006; рос. мовою), «Час прощення» (2001, 2005), «Пора істини» (2004, 2006); «Звання - слухач. Нотатки лікаря-генерала» (2011); "Під зіркою й тризубом" (2019, опублікована посмертно). 
Також є автором низки публіцистичних творів, опублікованих в засобах масової інформації України, зокрема:
- Володимир Пасько. Мова і нація. // Дзеркало тижня № 45 (520) 6 — 12 листопада 2004.
- Володимир Пасько. Що краще: надзвичайний чи воєнний стан? «Дзеркало тижня. Україна», № 51.17 декабря 2004.

## Нагороди
- Орден Червоної Зірки
- Відзнака МО України «Вогнепальна зброя» (2001);
- Відзнака «Іменна вогнепальна зброя» (10 жовтня 2006) — за значний особистий внесок у зміцнення обороноздатності держави, зразкове виконання службового обов'язку[1]
- Заслужений лікар України (12 червня 1995) — за значний особистий внесок в організацію медичного обслуговування військовослужбовців, впровадження нових методів діагностики і лікування, високу професійну майстерність[2]
- Пам'ятний знак «5 років Збройним Силам України»[3]
- Значок «Відміннику охорони здоров’я» (СРСР)
- Орден Дружби Соціалістичної Республіки В'єтнам (В'єтнам)
- Понад 20 відомчих медалей та відзнак Міністерства оборони України, Державної прикордонної служби.